# Steve Bisley
Steve Bisley (ur. 26 grudnia 1951 r. w Lake Munmorah) – australijski aktor filmowy i telewizyjny.
Urodził się w Lake Munmorah jako syn Pauline i Bruce'a Bisley'ów. Ukończył National Institute of Dramatic Art (NIDA) w Kensington.
Stał się powszechnie znany jako detektyw sierżant Jack Christey w serialu Szczury wodne (Water Rats, 1998-2001).

## Wybrana filmografia

### Filmy fabularne
- 1977: Summer City jako Boo
- 1978: Kronika filmowa (Newsfront) jako Lodowiec
- 1979: Mad Max jako Jim Goose
- 1980: Reakcja łańcuchowa jako Larry
- 1982: Najwyższy zaszczyt (The Highest Honor) jako A.B. W.G. Falls
- 1984: Gadanina (Fast Talking) jako Redback
- 1987: Dwie przyjaciółki (2 Friends, TV) jako Kevin
- 1990: Wielki szwindel jako Gordon Farkas
- 2003: Wielki Gatsby (The Great Gatsby) jako Dan Cody

### Seriale TV
- 1980: Spring & Fall jako Ray
- 1985: Latający doktorzy (The Flying Doctors) jako Andy McGregor
- 1986: Studio 86 jako Peter Faulkner
- 1992–95: Policyjna pomoc (Police Rescue) jako Senior Sierżant Kevin "Nipper" Harris
- 1995-96: Halifax f.p. jako Jonah Cole
- 1995-96: G.P. jako Dr Henry King
- 1998-2001: Szczury wodne (Water Rats) jako detektyw sierżant Jack Christey
- 2007-2009: Sea Patrol jako komandor Steve Marshall